# Diefflen

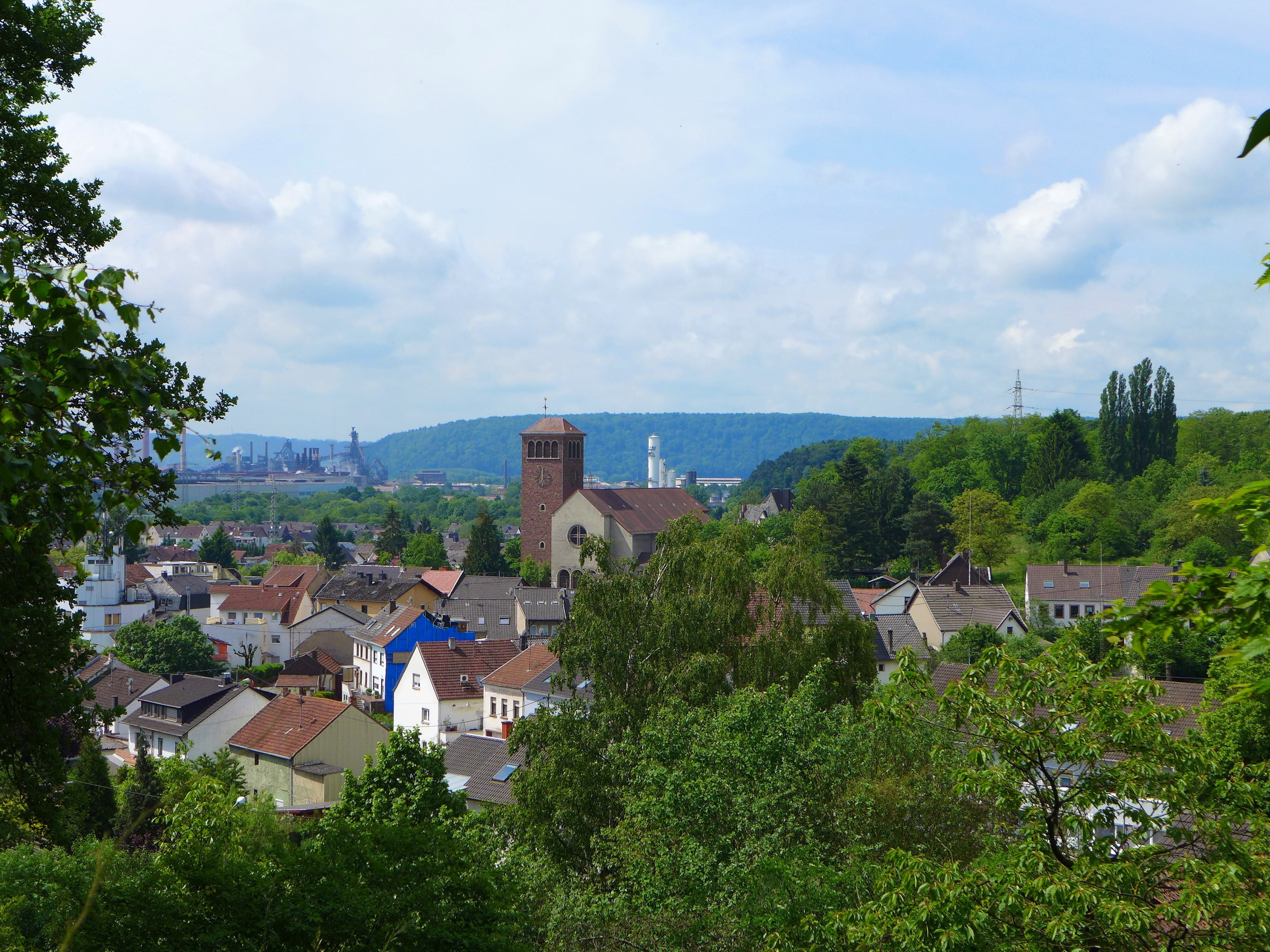
Diefflen

Diefflen (in het Moezelfrankisch dialect: Dejfeln) is een stadsdeel van Dillingen/Saar, gelegen in de Landkreis Saarlouis in de Duitse deelstaat Saarland en heeft ongeveer 4700 inwoners. Het ligt aan de lagere Prims, een zijrivier van de Saar. Sinds de stichting in de hoge middeleeuwen was Diefflen historisch verbonden met de dorpen van de Nalbacher vallei. Het behoorde tot de heerlijkheid Nalbach van het Heilige Roomse Rijk.
Sinds 1969 valt de plaats onder de stad Dillingen/Saar.